# Francisco Soriano Lapresa
Francisco Soriano Lapresa (también aparece escrito como Francisco Soriano de la Presa o Francisco Soriano de Lapresa; Granada, 1893 - ibidem, 1934) fue un político, abogado e intelectual español, una de las figuras más importantes del movimiento cultural granadino del primer tercio del siglo XX.

## Biografía
Nacido en Granada en 1893, Soriano Lapresa estudió las carreras de Derecho y Filosofía y Letras en la Universidad de Granada. Ejerció la docencia como catedrático de Derecho en dicha universidad. En los años 20, fue nombrado profesor del recién fundado Real Conservatorio de Música y Declamación de Granada, cargo que compaginó con su puesto en la universidad, y el 24 de junio de 1931, sucedió a Isidoro Pérez de Herrasti y Pérez de Herrasti, I conde de Padul, y a propuesta de este, como presidente de la Real Sociedad Filarmónica de Granada, que entonces se hacía cargo de la gestión del Conservatorio. Sin embargo, su gestión renovadora del centro motivó las quejas del profesorado, lo que le obligó a dimitir el 19 de septiembre de 1932 —siendo sucedido por Francisco Gómez Román—, aunque conservó su puesto como profesor del Conservatorio.
A comienzos de la década de 1920 fundó, junto a otros intelectuales granadinos, la Tertulia El Rinconcillo, que se desarrollaba en el Café Alameda Granada (hoy ya desaparecido), y en la que participaban personajes relevantes del mundo de la poesía, la literatura, el periodismo, las artes, la política, la música y la diplomacia, tanto a nivel nacional como internacional. Entre los protagonistas habituales, se encontraban Federico García Lorca, Manuel de Falla, Melchor Fernández Almagro, Antonio Gallego Burín, Ángel Barrios, Manuel Ángeles Ortiz, Fernando de los Ríos, Ismael González de la Serna, Hermenegildo Lanz, Juan Cristóbal, Ramón Pérez Roda, Luis Mariscal, Francisco García Lorca y Andrés Segovia, entre otros, recibiendo de vez en cuando la visita de intelectuales de la talla de Herbert George Wells, Koichi Nakayama, Wanda Landowska, Rudyard Kipling y Arthur Rubinstein. En este grupo, Soriano Lapresa actuaba como una especie de padre espiritual o líder, y solía poner al servicio de sus compañeros de tertulia su extensa biblioteca.
Durante el reinado de Alfonso XIII, inició su carrera política como candidato de la Lliga Regionalista de Francesc Cambó por la provincia de Almería. Posteriormente, entró a formar parte del Partido Socialista Obrero Español y ejerció la presidencia del Sindicato de Oficios Varios de la Unión General de Trabajadores de Granada; en octubre de 1932, actuaría como representante de la rama granadina de este sindicato en el XIII Congreso del PSOE, entonces presidido por Francisco Largo Caballero. Falleció en Granada en julio de 1934.